# NGC 718
NGC 718 je spirální galaxie s příčkou v souhvězdí Ryb. Její zdánlivá jasnost je 11,7m a úhlová velikost 2,3′ × 2,2′. Je vzdálená 80 milionů světelných let, průměr má 55 000 světelných let. Galaxii objevil 13. prosince 1784 William Herschel.